# Medma
Medma ou Mesma (grec ancien : Μέδμη) était une ville de la Grande-Grèce, située sur la 
côte ouest de la péninsule bruttienne (aujourd'hui calabraise), entre Hipponium et l'embouchure du Metaurus (probablement l'actuelle rivière Petrace (it)). Le site est situé à Rosarno (ville métropolitaine de Reggio de  Calabre), en Calabre,.

## Historique
C'était une colonie fondée par les Locriens épizéphyriens et on dit qu'elle tire son nom d'une fontaine attenante. Mais bien qu'on le remarque à plusieurs reprises parmi les villes grecques de cette partie de l'Italie, il ne semble pas qu'elle ait jamais atteint une grande puissance ou une grande importance. Il est probable, cependant, que les Médimnéens (Μεδιμναῖοι), qui sont remarqués par Diodore de Sicile comme ayant contribué au repeuplement de Messane (Messine moderne) par Denys l'Ancien en 396 av. J.-C. notre ère, ne sont autres que les Medméens (Μεδμαῖοι).
Bien que jamais un endroit très visible, Medma semble avoir survécu à la chute de nombreuses autres villes plus importantes de la Grande-Grèce, et elle est remarquée comme une ville encore existante par Strabon et Pline l'Ancien. Mais le nom ne se retrouve pas chez Claude Ptolémée, et toute trace ultérieure de celui-ci disparaît. Il ressort de Strabon que la ville elle-même était située un peu à l'intérieur des terres et qu'elle possédait un port ou un magasin au bord de la mer.
Le nom de Mesima est encore porté par une rivière qui se jette dans la mer un peu en contrebas de Nicotera, dans les environs. Nicotera, dont le nom se retrouve déjà dans l' 'Itinéraire d'Antonin], est probablement née après le déclin de Mesma.

## Fouilles archéologiques
Au cours du XIXe sièclee, de nombreuses fouilles archéologiques ont été réalisées à Rosarno pour le compte du comte Vito Capialbi, de l'évêque de Mileto Filippo Mincione et des antiquaires allemands Merz et Major de Taormine.
Les fouilles furent poursuivies avec plus de succès par l'archéologue Paolo Orsi et se concentraient en deux phases distinctes, de 1912 à 1914, démontrant de manière concluante la position réelle de Medma. Le nombre d'objets mis au jour par ces fouilles est vaste.
Une paire d'autels en terre cuite de Medma avec le mythe d'Aphrodite et Adonis datant du IVe siècle av. J.-C. a probablement été volée au début du XXe siècle et est maintenant exposée au J. Paul Getty Museum de Los Angeles.
Le musée archéologique de Medma, qui rassemble les découvertes les plus importantes de l'ancienne Medma, a été inauguré le dimanche 6 avril 2014 dans la ville de Rosarno 